# Lycomorphodes calopteridion
Lycomorphodes calopteridion là một loài bướm đêm thuộc phân họ Arctiinae, họ Erebidae.